# Тиллои-Сафед
Тиллои Сафед (бывший Тешикташ, Тешиктош или Тешик-тош) — село в составе сельской общины Гулистон Вахдатского района. От Тиллои Сафед до центра города 7 км. Население 1978 человек (2017 г.), таджики.
Основные отрасли сельского хозяйства: хлопководство, животноводство и овощеводство. Земли орошаются из реке Кафирниган и Иляк.
В этом селе родилась Герой Социалистического Труда Гульбахар Авганова.